# Lenguas cordofanas
Las lenguas cordofanas o kordofanas son un grupo de pequeñas familias de lenguas habladas en las montañas Nuba, en la provincia de Kordofán del Sur, en Sudán. La clasificación de esta familia es un problema abierto y su relación con otras lenguas Níger-Congo todavía divide a los expertos.

## Historia
Las lenguas kordofanas eran muy poco conocidas, solo a finales del siglo XIX empezaron a ser estudiadas sistemáticamente, antes de esa fecha, solo se habían publicado dos listas de vocabulario cortas para el "takele" (tegalí?) y el "Schabun", compiladas por africanistas alemanes. Entre 1847 y 1853, Karl Tutschek trabajó con un hablante nativo de Tumale, Djalo Djondan, que había sido liberado en el mercado de esclavos de Alejandría y llevado a Alemania.
A finales de siglo XIX se publicó una lista más para el "tegelé" (tegalí). La preeminencia del tegalí en los estudios anteriores tiene mucho que ver con la relativa importancia del reino de Tegalí en el siglo XIX.
Lepsius (1880) apreció la importancia de las lenguas kordofanas para la clasificación de las lenguas africanas. Durante el siglo XX se llevaron a cabo numerosos trabajos de campo en los montes Nuba. Todos estos trabajos ampliaron notablemente el conocimiento que se tenía a principios del siglo XX de estas lenguas. Gradualmente a lo largo del siglo XX, la extensión de las lenguas kordofanas, sus características gramaticales, el léxico, y las relaciones entre ellas se fueron conociendo mejor.

## Clasificación
Joseph Greenberg propuso que las lenguas cordofanas estaban emparentadas entre sí y juntas formaban un grupo filogenético distantemente emparentado con las lenguas nigerocongoleñas. Según otra clasificación, se colocan junto a las lenguas Níger-Congo dentro de la familia de lenguas Níger-cordofanas. 
Otros autores consideran que las lenguas cordofanas no constituyen una unidad filogenética válida y de hecho varios de sus subgrupos podrían de hecho estar relacionados con diferentes de las familias establecidas. Actualmente el consenso mayoritario no considera a las lenguas kadu (kadugli-crongo) como parte de las lenguas Níger-Congo (de hecho algunos autores las sitúan dentro de las lenguas nilo-saharianas). Tampoco el resto de grupos parece formar una unidad filogenética.

### Lista de lenguas kordofanas
Una lista de las lenguas cordofanas es la siguiente:
- Lenguas kadugli-krongo (Kadu) (73.000 hablantes, también llamadas tumtum o kadu), fueron consideradas como cordofanas en un principio, pero actualmente son consideradas como lenguas nilo-saharianas.
  - Kadugli (Kaduqli)
  - Krongo

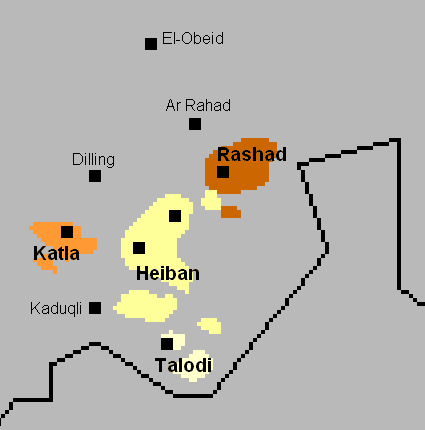
Lenguas cordofanas de asociadas a las lenguas Níger-Congo.

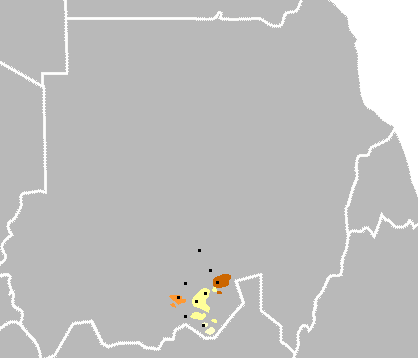
Localización de las lenguas cordofanas, en sur de Sudán.

- Lenguas cordofanas propiamente dichas:
  - Lenguas talodi-heiban
    - Heiban-Koalib
      - Fungor (también llamado ko, kau o nyaro; 2.400 hablantes)
      - Koalib (también llamado koalib; 24.000 hablantes)
      - Utoro (10.400 hablantes)
      - Tira (tiro) (10.100 hablantes)
      - Moro (15.000 hablantes)
      - Shirumba (también llamado shwai; 2.800 hablantes)

    - Lenguas talodí (16.500 hablantes)
      - Talodí (también llamado talawdi o jomang)
      - Lafofa (también llamado tegem)
      - Daloca (también llamado ngile)
      - Denguebú (también llamado masakin)

  - Lenguas katla-rashad
    - Katla (también llamado katla; 12000 hablantes)
      - Kalak (también llamado katla)
      - Lomorik (también llamado tima)

    - Lenguas tegalí-tagoí (también llamadas Rashad, 29.000 hablantes)
      - Tegalí
      - Tagoí

### Clasificación interna
Dejando a un lado las lenguas kadugli-krongo (lenguas kadu), la clasificación de primer nivel de las lenguas kordofanas no es controvertida y está formada por cuatro grupos filogenéticos claros:
- Grupo Heiban (koalib; koalib-moro)
- Grupo Talodi (talodi; talodi-masakin y lafofa)
  - Ngile (daloka, masakin)
  - Dengebu (reikha, masakin)
  - Tocho (moro)
  - Jomang (talodi)
  - Nding (eliri)
  - Tegem (lafofa)
- Grupo Rashad (tegalí; tegalí-tagoí)
- Grupo Katla (Katla)

Estos nombres se corresponden con los de las localidades más importante del dominio de cada uno de los cuatro grupos lingüísticos. Lo que no está tan claro son las relaciones internas de esos cuatro grupos. Algunos autores han propuesto dos supergrupos talodi-heiban y rashad-katla, siendo el segundo más dudoso que el primero. La similitud léxica de estos cuatro grupos analizada en el proyecto comparativo ASJP sugiere la siguiente agrupación para los cuatro grupos anteriores:

|  | \| \| Katla \| \| \| \| \| \| Rashad \| \| \| \| |
|  |                                                  |
|  | Talodi                                           |
|  |                                                  |
|  | Katla                                            |
|  |                                                  |
|  | Rashad                                           |
|  |                                                  |

|  | Katla  |
|  |        |
|  | Rashad |
|  |        |

|  | \| \| Katla \| \| \| \| \| \| Rashad \| \| \| \| |
|  |                                                  |
|  | Talodi                                           |
|  |                                                  |
|  | Katla                                            |
|  |                                                  |
|  | Rashad                                           |
|  |                                                  |

|  | Katla  |
|  |        |
|  | Rashad |
|  |        |

## Descripción lingüística
La primera gramática breve de una lengua kordofana que se conoce fue escrita por Meinhof (1943-44), y era un esbozo gramatical del ebang (también llamado, heiban) basado en el análisis de dos traducciones de los evangelios. La gramática más completa de una lengua kordofana es la gramática del moro de Black y Black (1971). Las notas de Carlo Muratori sobre el orig (variedad de tegalí), fueron reanalizadas y editadas por Schadeberg y Elias (1979). Y para el grupo lingüístico kadugli (actualmente considerado fuera el kordofano), Reh (1985) proporcionó una extensa y detallada descripción del krongo.

### Comparación léxica
Los numerales reconstruidos para diferentes ramas de las lenguas cordofanas son:
| GLOSA | Níger-Congo   | Níger-Congo      | Níger-Congo  | Níger-Congo   | Nilo- sahariano |
| GLOSA | Talodi-Heiban | Talodi-Heiban    | Katla-Rashad | Katla-Rashad  | Kadugli- krongo |
| GLOSA | PROTO- TALODI | PROTO- HEIBAN    | PROTO- KATLA | PROTO- RASHAD | Kadugli- krongo |
| ----- | ------------- | ---------------- | ------------ | ------------- | --------------- |
| '1'   | *-əllʊk       | *-ad̪ːe           | *-t̪eː-       | *-t(ː)á       | *ŋ-gɔtːɔk       |
| '2'   | *-ɛḍac        | *-tan            |              | *-kːʊ(k)      | *-aːrya         |
| '3'   | *-ətt̪ə̪k       | *-eɽil           | *-t̪ʌt̪        | *-ikt̪a        | *-ɗɔːna         |
| '4'   | *-ɔɟɔḍɪn      | *gʷ-aɽŋo         | *-gʌlʌm      | *(w-)aːram    | *-giːsʊ         |
| '5'   |               | *d̪-ud̪ine         |              | *ʊmmʊr        | *d̪umːu          |
| '6'   | *5+1          | *ɲ-d-ɛɽil        |              | *ɲeːɽer       |                 |
| '7'   | *5+2          | *4+3/ *5+2       |              | *5+2          |                 |
| '8'   | *5+3          | *ɗ-uuba(ŋ)/ *4x2 |              | *dupːa        |                 |
| '9'   | *5+4          | *5+4             |              | *10-1         |                 |
| '10'  | *a-ttuḷ       | *d-ui            |              |               |                 |